# گونگویلک-لاس
گونگویلک-لاس (به لاتین: Goniwilk-Las) یک روستا در لهستان است که در گمینا ژلخوو واقع شده‌است.